# Džared Leto
Džared Džozef Leto (engl. Jared Joseph Leto; 26. decembar 1971) je američki glumac i muzičar, pevač alternativnog rok benda 30 Seconds to Mars. Režirao je muzičke spotove pod pseudonimom Bartholomew Cubins.
Karijeru je započeo kao fotomodel da bi kasnije prešao na studije umetnosti, filma i videa. Slavu je stekao ulogom Džordana Katalana u seriji „Moj takozvani život“ (engl. My So-Called Life). Glumio je u filmovima: Borilački klub, Girl, Interrupted, Soba panike, Američki psiho, Aleksandar, Rekvijem za snove, Gospodar rata, Mr. Nobody i Chapter 27.
Godine 2013. dobija veoma značajnu ulogu u filmu Poslovni klub Dalas, gde glumi transvestita koji je oboleo od HIV-a. U filmu glavnu ulogu tumači Metju Makonahej. Glavna ženska uloga je Dženifer Garner. Zbog uloge Leto je morao da oslabi do 20 kg, kako bi na najbolji način izneo ulogu. Zahvaljujući toj ulozi nagrađen je najprestižnijim Holivudskim nagradama: Oskar, Zlatni Globus, SAG nagrada i mnoge druge velike nagrade.

## Obrazovanje
Nakon što je na kratko napustio školu u desetom razredu, Leto je odlučio da se koncentriše na obrazovanje u Flint Hill školi u Oktonu u Virdžiniji. Maturirao je 1989. godine u Vašingtonu. Kad je završio srednju školu Leto se upisao na Univerzitet umetnosti u Filadelfiji, sa namerom da studira slikarstvo. Kada se zainteresovao za glumu onda je prešao u Njujoršku školu vizuelne umetnosti. Takođe je glumio u reklamama za levisice početkom devedesetih.

## Filmografija
| Godina              | Naslov                    | Uloga                                         | Napomene                                                          |
| ------------------- | ------------------------- | --------------------------------------------- | ----------------------------------------------------------------- |
| 1994                | My So-Called Life         |                                               | TV serija Brat Šenon takođe je imao malu ulogu u nekoliko epizoda |
| 1994                |                           |                                               |                                                                   |
| 1995                |                           |                                               |                                                                   |
| 1996                |                           |                                               | alternativni naslov                                               |
| 1997                |                           |                                               |                                                                   |
|                     |                           |                                               |                                                                   |
| 1998                |                           |                                               |                                                                   |
| Urbane legende      | Pol Gardner               |                                               |                                                                   |
| Tanka crvena linija | Poručnik Вајт             |                                               |                                                                   |
| 1999                |                           |                                               |                                                                   |
| Borilački klub      | Anđeosko lice             |                                               |                                                                   |
| Neprilagođena       |                           |                                               |                                                                   |
| 2000                |                           | Pol Alen                                      |                                                                   |
| 2000                |                           |                                               |                                                                   |
| 2000                |                           | Oslabio 14 kg za ovu ulogu.                   |                                                                   |
| 2002                | Soba panike               |                                               |                                                                   |
| 2002                |                           | njegov brat Šenon Leto takođe nastupa u filmu |                                                                   |
| 2004                | Aleksandar                | Hefestion                                     |                                                                   |
| 2005                | Lord of War               | Vitalij Orlov                                 | naučio ruski radi uloge                                           |
| 2006                |                           |                                               |                                                                   |
| 2007                |                           |                                               | ugojio se 25 kg radi uloge.                                       |
| 2009                |                           |                                               |                                                                   |
| 2013                | Poslovni klub Dalas       |                                               |                                                                   |
| 2016                | Odred otpisanih           |                                               |                                                                   |
| 2017                | Blejd Raner 2049          |                                               |                                                                   |
| 2021                | Male stvari               |                                               |                                                                   |
| 2021                | Liga pravde Zeka Snajdera |                                               |                                                                   |
| 2021                | Gučijevi                  |                                               |                                                                   |
| 2022                | Morbius                   |                                               |                                                                   |

## Muzika
Godine 1998. osnovao je bend "30 Seconds to Mars" zajedno sa svojim starijim bratom Šenonom Leto, koji je bubnjar u bendu. Do sada su objavili četiri albuma: „30 Seconds To Mars“ (2002), „A Beautiful Lie“ (2005), „This Is War“ (2010) i „Love, Lust, Faith and Dreams“ (2013).

## Spoljašnje veze
- Zvanični veb-sajt
- Džared Leto na veb-sajtu  (jezik: engleski)
- Džared Leto na veb-sajtu
- Džared Leto na veb-sajtu
- Džared Leto na sajtu Vkontakte